# Yaksha (god)

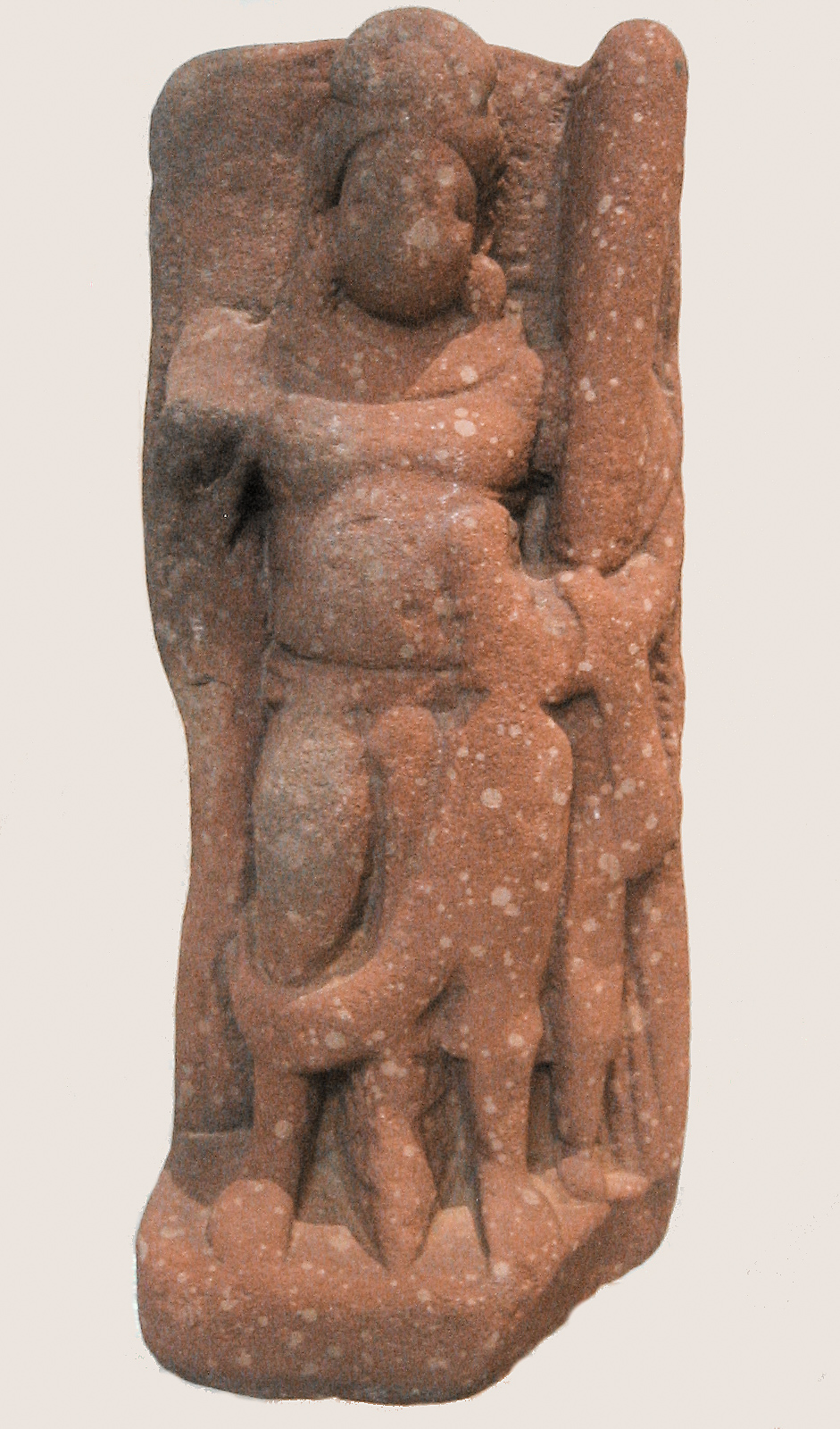
Mathura Yakṣa, 1e-2e eeuw na Chr.

Een yaksha (Sanskriet: yakṣa, Pali: yakkha) is een natuurgeest of kleinere godheid uit de hindoeïstische en boeddhistische mythologie. De vrouwelijke vorm van het woord is ýakshi (Sanskriet: yakṣī, Pali: yakkhī of yakkhinī).
De afschrikwekkend ogende tempelwachters, eigenlijk yaksha's, waarvan er in Thailand veelal reusachtige beelden zijn, worden in alledaags Thais eenvoudig yak genoemd en vormen voor de Thai het voor de hand liggende idee van reuzen. De 34e medeklinker van het Thais alfabet ย, de eerste letter van dat Thais woord voor reus, wordt op de lagere scholen luidop uitgespeld ย ยักษ์ (yo yak), zoals in het Nederlands de a van aap en de b van bed wordt geleerd. In het Thais blijft diezelfde associatie ook op latere leeftijd gebruikelijk in het spelalfabet.
Met betrekking tot de yakṣī-figuren die werden uitgehouwen op de vier tórana, poorten, in Sanchi merkt Charles Allen op dat deze figuur stamt uit het vaishnavisme, een hindoe-denominatie met de god Vishnu als centrale figuur. Daar heten ze de sala-bhàndjika yakṣī. In die religie betekent de term sala-bhàndjika yakṣī takkenbreker. Ze breekt (symbolisch)een tak van de sal-boom en symboliseert daarmee het snoeien, waarmee de groei en vermeerdering wordt bevorderd.

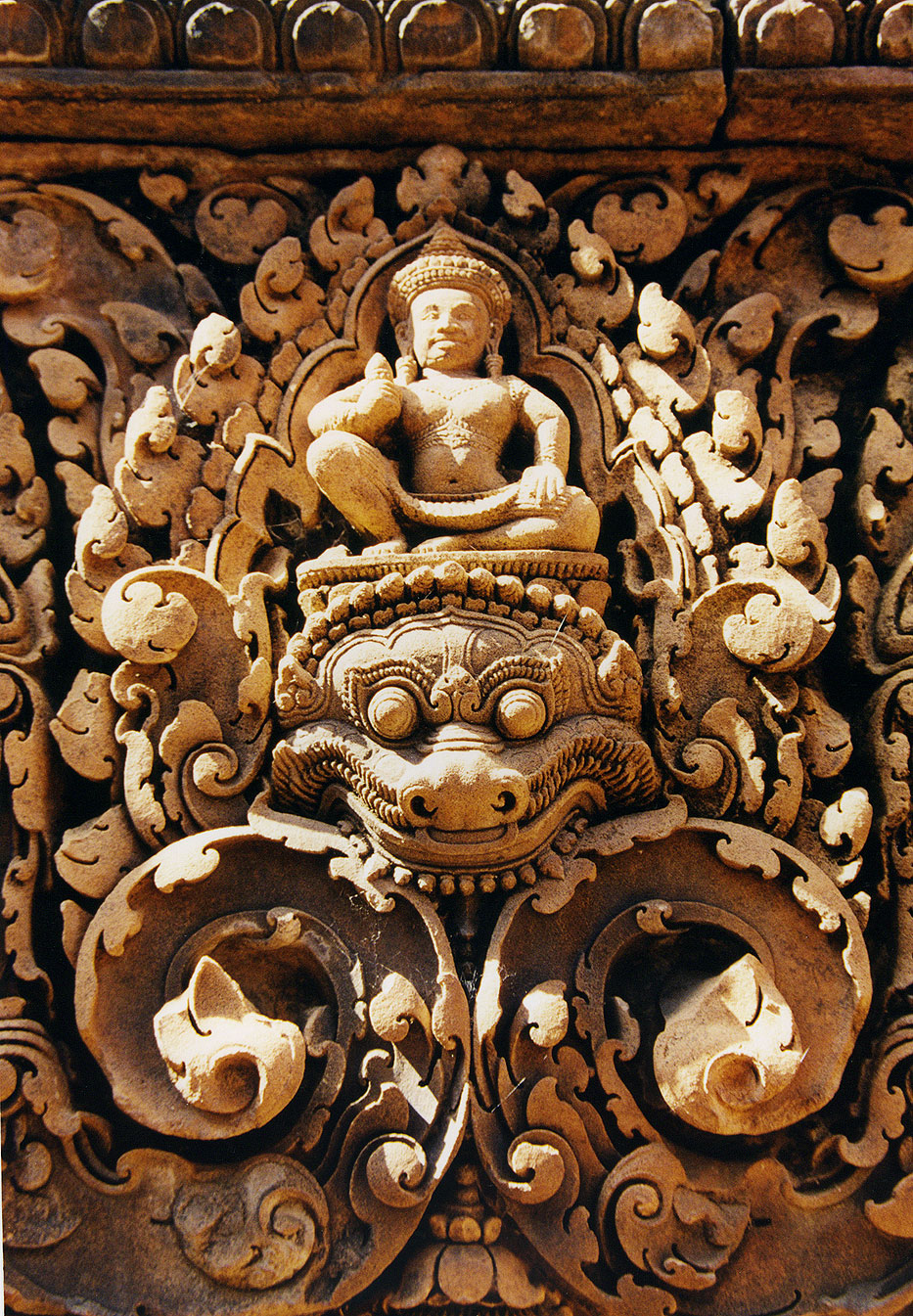
Yaksha op Kala (10e eeuw), Angkor
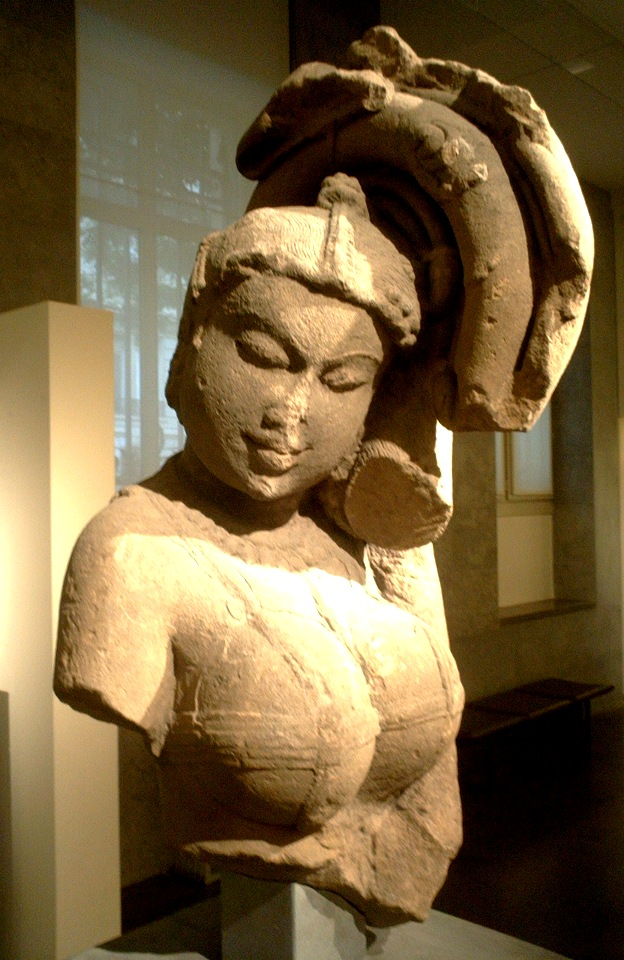
Yaksi, 10e eeuw, India